# Distretto di Kaleum
Il distretto di Kaleum è uno dei quattro distretti (mueang) della provincia di Xekong, nel Laos. Ha come capoluogo la città di Kaleum.